# 1895 Larink
1895 Larink este un asteroid din centura principală, descoperit pe 26 octombrie 1971 de Luboš Kohoutek.